# Гунар, Иван Исидорович
Иван Исидорович Гунар (1906—1984) — советский учёный-физиолог растений, профессор, заслуженный деятель науки РСФСР (1966).

## Биография
Родился 17 (30 июля) 1906 года в деревне Андрейковичи (ныне Погарский район, Брянская область) в крестьянской семье. Русский. Окончил Стародубское сельскохозяйственное училище и сельскохозяйственное отделение Новозыбковского политехникума. Работал агрономом.
После окончания факультета агрохимии и аспирантуры МСХА имени К. А. Тимирязева с 1933 года — заведующий физико-химической лабораторией Среднеазиатского института агропочвоведения в Ташкенте, заведующий центральной агрохимической лабораторией в Киеве, преподаватель курсов «Агрохимии» и «Методики агрохимических исследований» в Тимирязевской академии (ассистент кафедры агрохимии, затем доцент кафедры агрохимии).
В годы Великой Отечественной войны — офицер-химик, инженер-капитан, служил в отделе химической лаборатории Северо-Западного фронта. В 1944 году был отозван из действующей армии и направлен начальником химической лаборатории НИИ РККА Демобилизован в августе 1945 года в звании инженер-майора. Член ВКП(б).
С 1945 года — доцент кафедры агрохимии ТСХА, в 1950—1984 годах — заведующий кафедрой физиологии растений академии. Профессор с 1960 года. Избирался председателем предметной комиссии по биологии при президиуме АН СССР и АПН СССР.
В 1955 году подписал «Письмо трёхсот», ставшее впоследствии причиной отставки Т. Д. Лысенко с поста президента ВАСХНИЛ.
В 1957—1968 годах — заведующий сельско-хозяйственной редакцией и редакцией биологии издательства «Мир», главный редактор биологической литературы в издательстве «Иностранная литература».
Под редакцией Гунара И. И. было издано более 200 книг по биологии, он являлся членом редколлегии журналов «Физиология растений»,
«Сельскохозяйственная биология», «Химия в сельском хозяйстве» и «Известия ТСХА».
Умер 2 марта 1984 года. Похоронен в Москве на Востряковском кладбище.

## Семья
- жена — Варвара Николаевна
- сыновья — Владимир (профессор, доктор химических наук), Михаил (кандидат химических наук)
- дочь Валентина.

## Признание
- заслуженный деятель науки РСФСР (1966)
- Сталинская премия третьей степени (1951) — за разработку и внедрение химических средств борьбы с сорняками
- ордена и медали